# Monte Santo (Bahia)
Monte Santo est une commune (município) brésilienne située dans le nord de l’État de la Bahia. D’une population estimée à 54 884 habitants en 2013, cette ville sertaneja est blottie au pied du flanc oriental du Piquaraçá (ou Pico do Araçá), courte chaîne de montagnes se dressant solitaire au milieu d’une vaste plaine aride. 
« Lieu légendaire » selon Euclides da Cunha, Monte Santo fut fondé à la fin de XVIIIe siècle par le prédicateur Apolônio de Todi, qui, au motif d’une similitude de forme entre le Piquaraçá et le Golgotha, déclara le site lieu saint, y fit construire un chemin de croix et un sanctuaire, et institua un pèlerinage, toujours vivace aujourd’hui. Par ailleurs, le nom de Monte Santo reste connu dans l’histoire de la république du Brésil pour avoir été le quartier-général de l’armée lors de la guerre de Canudos en 1897. Enfin, c’est dans cette commune que fut découverte en 1784 la dénommée pierre du Bendegó, le plus gros météorite (plus de cinq tonnes) jamais trouvé sur le sol brésilien.

## Géographie et économie
La commune de Monte Santo se situe dans le nord-est de l’État de la Bahia, à une altitude d’environ 469 m en moyenne. Elle a une superficie totale de 3 285,40 km2, et sa population vit à 19,97% en zone urbaine et à 80,03% en zone rurale. Le densité de population s’élève à 16,29 habitants au km², selon le recensement de 2003. La température moyenne annuelle est de 23,6 °C et la pluviosité variée.
La distance qui sépare Monte Santo de la capitale d’État Salvador est de 352 km. La commune est contiguë à 7 autres communes, à savoir : Euclides da Cunha (situé à 38 km, à l'est de Monte Santo), Itiúba (à 74 km, au sud-ouest), Andorinha (à 70 km, à l'ouest), Uauá (à 74 km, au nord), Cansanção (à 34 km, au sud-ouest), Canudos (à 118 km, au nord-est), et Quijingue (à 40 km, au sud). Au sein de l’agglomération même, l’économie est principalement axée sur le commerce, à côté d’emplois de bureau, notamment à la mairie. Dans les zones rurales prédominent les activités agricoles : production de maïs, de haricots, de manioc, et élevage extensif.

## Histoire

### Fondation
Au XVIIe siècle, la présence supposée de mines d’argent dans la région attira des aventuriers, à qui la montagne Piquaraçá solitaire servait de point de repère et qui avaient coutume de séjourner ensuite quelque temps sur le site de Monte Santo. La découverte de signes mystérieux sur l’un des versants de la montagne, suggérant que c’était là que devait être cherché l’Eldorado, porta ces aventuriers à explorer méticuleusement la montagne dans les années 1670, mais sans résultat.
En octobre 1775, le frère capucin Apolônio de Todi, qui se trouvait dans le hameau indigène de Massacará (sis dans l’actuelle commune d’Euclides da Cunha), fut invité par le fazendeiro Francisco da Costa Torres à accomplir une mission de pénitence dans le domaine agricole Lagoa da Onça, de sa propriété ; arrivé sur les lieux, Apolônio de Todi ne put réaliser la mission prévue à cause d’une grave sécheresse, et décida de rejoindre le domaine d’élevage nommé Piquaraçá, où existait au pied de la courte chaîne de montagne du même nom une source abondante connue aujourd’hui sous le nom de Fonte da Mangueira. 
Le frère Apolônio de Todi, en examinant cette même chaîne montagneuse, demeura impressionné par la similitude de celle-ci avec le mont Calvaire de Jérusalem, et invita les fidèles qui l’accompagnaient à transformer la montagne en un mont sacré, de la rebaptiser en Monte Santo, et de jalonner sa crête des stations de la passion du Christ. Peu après, il ordonna de lui chercher du bois, puis commença à construire une petite chapelle de bois et un bon abri pour accomplir sa mission ; en même temps, il ordonna de couper des pièces d’anacardier et de cèdre, de les porter sur la montagne et d’en faire, en vue d’une future procession vers le sommet de la montagne, un ensemble de croix à planter sur la ligne de crête à intervalles réguliers, dans l’ordre suivant : la première dédiée aux âmes, les sept suivantes représentant les Sept Douleurs de la Vierge Marie, et les quatorze restantes figurant la souffrance de Jésus lors de sa marche vers le mont Calvaire à Jérusalem. 
L’on raconte que quand les fidèles escaladèrent la montagne, dans la nuit du 31 octobre au 1er novembre 1775, une forte bourrasque s’éleva et que le frère les sollicita alors d’évoquer le Seigneur Jésus, ce qui fit cesser la tempête. Peu après apparut un grand arc-en-ciel, qui resta suspendu au-dessus des lieux où se dressaient les croix de bois, comme pour indiquer que là devaient être élevées des chapelles, puis s’immobilisa là où eût à être construite la Grande-Chapelle, celle de la Sainte-Croix. Apolônio de Todi requit que ce lieu ne fût plus jamais désigné par Serra do Piquaraçá — qui avait été ainsi nommé en raison d’une plante endogène qui y croissait en abondance, l’araçá —  mais qu’on l’appelât désormais Monte Santo, et s’en fut après avoir demandé à tous de construire des chapelles et de visiter régulièrement les croix. Ce même premier novembre, il clôtura la procession de pénitence par un sermon, dans lequel il exhorta les fidèles à se rendre dans ces lieux saints chaque année lors des jours consacrés.
Ensuite, la population sertaneja commença à édifier, en pierre et mortier de chaux, aux emplacements des croix de bois, les 22 chapelles du chemin de croix, ainsi que la Grande-Chapelle sur le Calvaire et l’église paroissiale (igreja da Matriz), en ayant soin d’installer dans les petites chapelles de grands panneaux peints, dans la Grande-Chapelle du Calvaire des images du Seigneur, de Notre-Dame-de-la-Solitude et de saint Jean, et dans l’église paroissiale les images de Notre-Dame-de-la-Conception et du Sacré-Cœur de Jésus.
En 1790, c'est-à-dire dès avant son achèvement, le sanctuaire fut, à cause de son importance comme lieu de pèlerinage, élevé au statut de freguesia par décret de Lisbonne et reçut le nom de Sacré-Cœur-de-Jésus-et-de-Notre-Dame-de-la-Conception de Monte Santo. Le premier curé en fut le père Antônio Pio de Carvalho. Les premiers à peupler le site de Monte Santo furent Francisco da Costa Torres, de la fazenda Laginha, Domingos Dias de Andrade, José Maria do Rosário, de la fazenda Damázio, et João Dias de Andrade.

### Statut administratif
En 1794 fut créé le distrito de paz (circonscription de paix) de Monte Santo, relevant de l’ancien bourg (vila) d’Itapicuru de Cima. Le 21 mars 1837, en vertu de la loi provinciale nº 51, le village fut élevé au rang de bourg (vila). Peu après fut créée la commune (município), inaugurée le 15 août de la même année, qui prit nom de Coração de Jesus de Monte Santo et dont le premier maire (prefeito) fut le père José Vítor Barberino.
Le 28 juin 1850, par la loi provinciale nº 395, le distrito de paz reçut le statut de comarque (comarca), et le 25 juillet 1929, par la loi nº 2.192 de l’État de la Bahia, le bourg fut promu ville (cidade, titre plutôt honorifique), retrouvant par la même occasion son ancien nom de Monte Santo.

### Lieu de pèlerinage
Le renom du lieu saint se répandit par tout le sertão, puis dans le Brésil tout entier, et parvint même à l’étranger. Des pèlerins venaient de toutes parts pour visiter le sanctuaire, souvent à genoux ou avec une charge de pierres, afin d’y faire des vœux ou d’y obtenir des faveurs. Tous ceux qui visitaient Monte Santo ne manquaient pas d’emprunter le raidillon escarpé long de près de 2 km, fait de pierres et bordé d’un muret, conduisant jusqu’au sanctuaire ; le chemin est jalonné sur toute sa longueur de 22 chapelles, lesquelles attirent l’attention par des représentations de scènes du calvaire du Christ qu'elles hébergent. Le sommet, où s’élève le sanctuaire, et d’où l’on aperçoit toute la ville, se trouve à plus de 500 mètres d’altitude. Les pèlerins tiennent une grande fête chaque année durant la Semaine sainte, et tous les ans également, la ville accueille des milliers de pèlerins lors de la traditionnelle fête de la Toussaint, du 31 octobre au 1er novembre.

### Guerre de Canudos
Canudos, initialement une ferme d’élevage désaffectée sise dans la commune de Monte Santo, vint à être célèbre lorsqu'Antônio Conselheiro, prédicateur millénariste longtemps ambulant, décida de se sédentariser avec ses adeptes et d’implanter à Canudos en juin 1893 une communauté religieuse, changeant le nom du site en Belo Monte. En avril 1897, Monte Santo joua un rôle stratégique dans la dénommée guerre de Canudos, en faisant office de base d’opérations de l’armée républicaine venue mettre un terme à l’existence de la communauté conselheiriste, réputée monarchiste ; deux raisons au moins désignaient Monte Santo pour jouer ce rôle : la petite cordillère qui flanque le village à l’ouest permet d’observer depuis ses cimes une vaste étendue, et le site possède la seule source permanente de cette partie du sertão. Monte Santo servit ainsi de garnison lors des trois dernières expéditions de ladite guerre. Au cours de la quatrième expédition, laquelle mobilisa plus de 8 000 soldats, répartis en deux colonnes de marche, équipés des armements les plus modernes, le ministre de la Guerre lui-même, le maréchal Carlos Machado Bittencourt, séjourna un temps à Monte Santo.

## Météorite de Bendegó
Le plus grand météorite jamais trouvé au Brésil, la pierre de Bendegó, fut découvert sur le territoire de la commune en 1784, par l’enfant Bernardino da Mota Botelho. À en juger par l’épaisseur de la couche d’oxydation qui le recouvre, il devait s’y trouver déjà depuis plusieurs milliers d’années. Le météorite, qui se classe quant à la taille au 16e rang de tous ceux trouvés jusqu’ici à la surface du globe, fut transporté, d’abord par des bœufs, puis par le chemin de fer, jusqu’à Rio de Janeiro, où il est actuellement exposé au Museu Nacional da Quinta da Boa Vista. Toutefois, une réplique en grandeur réelle peut être contemplée au musée du Sertão à Monte Santo.

## Communications

### Liaisons routières

#### Routes municipales, d’État et fédérales
Les principales voies d’accès à Monte Santo sont les suivantes :
- BA 120 : liaison Monte Santo — Cansanção, distance 36 km ;
- BA 220 : liaison Monte Santo — Euclides da Cunha, distance 37 km ;
- BA 120 : route Monte Santo — Nordestina, distance 76 km ;
- BA 220, BR116, BR324 : route Monte Santo — Salvador, distance 352 km ;
- BA 220, BR116 : route Monte Santo — Serrinha, distance 190 km.

Celles parmi les communes limitrophes qui bénéficient des meilleures connexions avec le réseau routier sont Euclides da Cunha et Cansanção. Les voies d’accès à ces deux localités sont en bonne condition, abstraction faite de la nécessité de quelques travaux de réfection peu importantes (revêtement dégradé) et de la modernisation ou de l’adaptation de quelques ponts. Les autres communes sont en communication directe avec Monte Santo par des routes non pavées. 

#### Transport de passagers
Le transport de passagers à Monte Santo peut se décomposer en transport interurbain et transport inter-États. Le système interurbain est constitué d’autobus transportant des passagers des diverses localités rurales vers le chef-lieu municipal, principalement les jours de marché et de foire. Une entreprise privée de transports dessert quotidiennement dans les deux sens la ligne Euclides da Cunha - Monte Santo - Cansanção - Itiúba - Senhor do Bonfim, ligne utilisée par toute la population de ces communes, qui ne disposent pas de lignes propres. La même entreprise assure également la liaison Monte Santo - Salvador, avec plusieurs départs chaque jour. Quant au transport d’État à État, il est assuré par une autre entreprise privée, et comprend des liaisons quotidiennes avec Belo Horizonte, Rio de Janeiro et São Paulo. Ces dernières années, des transports alternatifs ont été mis en place s’appuyant sur des minibus particuliers faisant le trajet vers des villes proches et vers Salvador, lesquels véhicules se distinguent par leur confort et la facilité avec laquelle les passagers sont pris en voiture et déposés aux endroits désirés. Une gare routière est à la disposition de ces entreprises pour leurs opérations à Monte Santo.

### Liaisons aériennes
Sur le territoire de la commune, à cinq km environ de l’agglomération, se trouve un aérodrome doté d’une piste d’atterrissage en gravier d’une longueur de 1 km. Cette piste est peu utilisée, hormis par des personnalités politiques venues dans la région en vue d’inaugurer quelque ouvrage d’art ou d’assister à une manifestation politique.

## Lieux d’intérêt

### Chemin de croix du Piquaraçá
Ce chemin de croix, créé à la fin du XVIIIe siècle, serpente sur le flanc oriental et sur la ligne de crête de la serra de Piquaraçá, petite chaîne de montagnes s’étirant à l’ouest de la ville, jusqu’à un sanctuaire, appelé chapelle de la Sainte-Croix, coiffant le pic le plus élevé de ladite cordillère à plus de 500 m d’altitude. Il s’agit d’un chemin par endroits très escarpé, jalonné de 22 petites chapelles, renfermant chacune un des panneaux qu’avait ordonné de peindre le frère Apolônio de Todi.
Euclides da Cunha en donna la description suivante, qui a gardé toute sa validité jusqu’à nos jours :
« Aujourd’hui, celui qui monte le chemin de croix long de trois kilomètres, où vingt-cinq chapelles de maçonnerie s’élèvent de place en place, renfermant les panneaux des stations, peut évaluer la constance et la ténacité de l’effort accompli.
Soutenue par des murs en pierre ; pavée en certains endroits, ou ayant pour lit la roche vive taillée en marches ou en rampes, cette route blanche de quartzite, où retentissent depuis cent ans les litanies des processions du carême, et sur laquelle passèrent des légions de pénitents, est une œuvre d’art prodigieuse, audacieuse et rude. D’abord, elle attaque la montagne sur sa pente la plus abrupte, par une rampe de près de vingt degrés. À la quatrième ou cinquième petite chapelle, elle s’infléchit à gauche et progresse moins à pic. Plus en avant, à partir de la grande chapelle — un ermitage fort intéressant construit sur un ressaut de pierre qui surplombe l’abîme —, la route tourne à droite et diminue sa déclivité jusqu’à la ligne des crêtes. Elle suit alors une étroite dépression. Puis, brusque et droite, elle se dresse sur une forte pente, se lance à la pointe du sommet, jusqu’au Calvaire, tout en haut !
Au fur et à mesure qu’il gravit le chemin, et qu’il s’essouffle de station en station, l’observateur remarque des perspectives se succédant dans un crescendo de grandeurs souveraines : d’abord, les espaces plans des chapadas et des hauts plateaux, qui se perdent plus bas en de vastes plaines ; ensuite, les lointaines chaînes de montagnes, groupées, à distance, aux quatre points cardinaux ; et, enfin, une fois au sommet, alors que le regard domine la cordillère — l’espace infini, l’émotion étrange de la hauteur immense, accrue par l’aspect de la petite ville, tout en bas, à peine aperçue dans l’amas confus des toitures. »

### Autres
Église paroissiale

Se dressant sur la place principale de la ville (Praça Monsenhor Berenguer), l’église paroissiale (igreja Matriz) est l’un des lieux touristiques les plus visités de la ville. C’est là que se concentrent toutes les messes et solennités religieuses de la ville, telles que la Semaine sainte et la Toussaint.
Musée du Sertão

Le musée du Sertão (Museu do Sertão), sis Rua Frei Apolônio de Todi, placé sous l’égide de la municipalité, héberge divers objets historiques se rapportant à la commune, parmi lesquels : une réplique du météorite du Bendegó ; des armes, objets et photos de la guerre de Canudos ; l’accordéon de Luiz Gonzaga, etc.
Praça Monsenhor Berenguer

Créée à la fin du XIXe siècle, elle est la place principale de Monte Santo et l’une des plus vastes et des belles de la région. Elle est bordée notamment de l’édifice de la mairie, qui fut construit au milieu du XVIIIe siècle et servit de quartier-général à l’armée brésilienne pendant la guerre de Canudos.
Fonte do Simão

Cette fontaine historique assura l’approvisionnement en eau potable pour toute la population de Monte Santo, ce y compris en période de sécheresse du sertão et bien avant l’avènement des systèmes d’épuration d’eau et des canalisations d’eau courante. 
Vestiges précolombiens

Des inscriptions rupestres ont été trouvées dans les domaines agricoles de Caixão, Maria de Lima, Pedra Branca, Santa Rita et Riacho da Onça. Ces vestiges sont sous la tutelle de la communauté et de la municipalité de Monte Santo. En particulier, la fazenda Caixão, située au milieu d’une étendue de caatinga encore préservée, renferme des inscriptions sous forme d’étoiles et d’hiéroglyphes.

## Monte Santo au cinéma
L’un des films les plus récompensés du cinéma brésilien, le Dieu noir et le Diable blond (titre en port. Deus e o diabo na terra do sol, 1964), du réalisateur Glauber Rocha, fut tourné à Monte Santo, en partie sur la fazenda Caixão ; celle-ci possédait 20 000 m2 de caatinga, où alternaient périodes de sécheresse et de crue.
D’autre part, la minisérie O Pagador de promessas, basée sur l’œuvre de l’écrivain bahianais Dias Gomes et diffusée par la chaîne Globo, fut en partie filmée dans cette commune en 1988.